# Język kwomtari
Język kwomtari – język papuaski z prowincji Sandaun w Papui-Nowej Gwinei. Według danych szacunkowych z 2008 r. posługuje się nim 800 osób.
Jego użytkownicy zamieszkują sześć wsi (Mango, Kwomtari, Baiberi, Yenabi, Yau’uri, Wagroni). Dzieli się na dialekty: zachodni, centralny, wschodni. W użyciu jest także tok pisin, a w edukacji wykorzystuje się język angielski. W 2008 r. odnotowano, że kwomtari pozostaje preferowanym środkiem komunikacji w praktycznie wszystkich sferach życia.
Został zaliczony do niewielkiej rodziny języków kwomtari i bliżej powiązany z językiem nai-biaka. Status tej rodziny jest niejasny, gdyż pokrewieństwo kwomtari i nai-biaka z pozostałymi przedstawicielami rodziny nie zostało dostatecznie udowodnione.
Określenie „kwomtari”, jako nazwa języka i rodziny językowej, zostało wprowadzone w latach 60. XX w. i pochodzi od nazwy lokalnego lądowiska. Sami użytkownicy określają swój język różnymi nazwami, od form słowa „dlaczego” (glefe, klefe, kefe, kisofe itp.).
Jest zapisywany alfabetem łacińskim.